# Tony Hawk's Underground
Tony Hawk's Underground es un videojuego de monopatinaje de 2003 y la quinta entrega de la serie Tony Hawk's, después de Tony Hawk's Pro Skater 4. Fue desarrollado por Neversoft y publicado por Activision para GameCube, PlayStation 2, Xbox y Game Boy Advance . En 2004, se publicó para Windows en Australia y Nueva Zelanda como una versión de bajo presupuesto.
Underground se basa en la fórmula de skate de los juegos anteriores de Tony Hawk: el jugador explora niveles y completa objetivos mientras realiza trucos. Presenta un nuevo enfoque en la personalización; el jugador, en lugar de seleccionar un patinador profesional, crea un personaje personalizado. Underground agrega la posibilidad de que los jugadores desmonten sus tablas y exploren a pie. La trama sigue al personaje jugador y a su amigo Eric Sparrow mientras ambos se convierten en profesionales y se distancian.
Underground fue desarrollado con un tema de individualidad que se manifestó en las amplias opciones de personalización de personajes, la presencia de una narrativa y la caracterización del producto como un juego de aventuras. Los skaters profesionales del mundo real contribuyeron con sus experiencias a la trama. Underground fue un gran éxito comercial y de crítica, con críticos elogiando su gran atractivo, su banda sonora, su personalización, su modo multijugador y su historia. Los gráficos y los controles para conducir vehículos y caminar fueron menos bien recibidos. La versión para PlayStation 2 de Underground había vendido 2,11 millones de copias en los Estados Unidos hasta diciembre de 2007. Una secuela, Tony Hawk's Underground 2, siguió en 2004.

## Jugabilidad
Al igual que sus predecesores en la serie Tony Hawk's, Underground se centra en el monopatinaje en una serie de niveles. El jugador realiza trucos mediante combinaciones de palancas analógicas y botones. Por ejemplo, el jugador inicia un ollie (un truco de salto) manteniendo presionado y soltando el botón de salto. Durante un ollie, el jugador puede cambiar la posición de la palanca analógica y presionar uno de los dos botones para realizar un truco de voltereta (como un imposible o un kickflip ) o un truco de agarre (como un benihana o un nosegrab). El jugador puede deslizarse por ciertos bordes y rieles; se pueden realizar diferentes trucos durante un deslizamiento según la posición del joystick analógico. En los medio tubo, el jugador puede ejecutar lip trick s. Al patinar sobre superficies planas, el jugador puede realizar múltiples movimientos manualmente mediante combinaciones de botones. Otros trucos incluyen acid drops y subidas por la pared.
Mientras se realiza un truco de grind, lip o manual, aparece un medidor de equilibrio: a menos que el jugador evite que este medidor caiga hacia la izquierda o la derecha, el personaje se caerá y se retirará, y necesitará unos segundos para recuperarse. Una retirada también puede ser causada por una caída sin la tabla orientada hacia abajo. Completar trucos en sucesión sin abandonar se llama combo. Las combinaciones aumentan la puntuación del jugador y llenan el medidor especial; cuando está lleno, el jugador obtiene acceso a trucos más elaborados que valen más puntos, como el McTwist y el 540 flip. Underground introduce la posibilidad de desmontar la patineta, lo que permite al jugador explorar los niveles con más cuidado y llegar a nuevas áreas. Cada nivel cuenta con al menos un vehículo, normalmente un coche, que el jugador puede conducir.
Los niveles se basan en regiones de los Estados Unidos y otros países. En cada nivel, se deben completar ciertas tareas que hacen avanzar la narrativa antes de que el jugador pueda avanzar. Estas tareas incluyen ataques de puntuación, carreras, recolección de objetos y alcanzar uno de los muchos huecos que se encuentran en un nivel. Cada nivel alberga a un skater profesional, que ofrece una misión secundaria que desbloquea un truco para el medidor especial. Debido al gran tamaño de los niveles y la integración de objetivos en la historia, Underground ha sido descrito como un videojuego de aventuras. Los personajes pueden subir de nivel sus estadísticas (que incluyen la altura y la velocidad del salto) al completar objetivos opcionales en un nivel;  esto agrega un elemento de juego videojuego de rol. Otros modos de juego incluyen minijuegos multijugador (uno, un modo de combate llamado «Firefight», que se puede jugar en línea en la versión de PlayStation 2) y un modo de «patinaje libre» que permite al jugador explorar niveles sin objetivos ni historia.
Underground ofrece una amplia personalización. El jugador crea un personaje personalizado para el modo historia y no puede jugar como un patinador profesional predefinido fuera de algunos contextos: una escena especial al final del juego, minijuegos y el modo de patinaje libre. Un editor de niveles permite al jugador crear parques de patinaje con una gran variedad de objetos, que van desde elementos de parques de patinaje tradicionales como medio tubos, rampas, funboxes y rieles de grind hasta piezas más extravagantes como edificios y secciones de autopistas elevadas. El jugador puede cambiar la hora del día y el tema ambiental de su parque. También se pueden personalizar trucos, patinetas y objetivos de nivel.
Underground cuenta con muchos skaters profesionales del mundo real, incluidos: Tony Hawk, Bob Burnquist, Paul Rodríguez, Chad Muska, Mike Vallely, Andrew Reynolds y Stacy Peralta. Underground también cuenta con apariciones especiales de Iron Man, una parodia de C.H.U.D. llamada T.H.U.D. y el bajista de Kiss, Gene Simmons.
Si bien las versiones de consola son completamente tridimensionales, la versión de Game Boy Advance está representada en un estilo isométrico que incorpora sprites 2D y modelos 3D. Esta versión es un juego de Tony Hawk's más tradicional, con poca atención a la historia o la personalización. La versión móvil también tiene restricciones.

## Sinopsis
El protagonista y su amigo, Eric Sparrow, viven en los suburbios de Nueva Jersey y sueñan con convertirse en patinadores famosos. El protagonista logra impresionar al patinador profesional Chad Muska, que está de visita en la ciudad para hacer una demostración, quien les da una nueva patineta y les informa que una buena manera de comenzar una carrera en el patinaje es conseguir un patrocinio de una tienda de skate local. El protagonista busca a Stacy Peralta, quien acepta patrocinarlos con la condición de que el jugador haga algo para diferenciarse de los demás patinadores locales, por lo que el protagonista viaja a Manhattan, Nueva York con Eric, quien está huyendo de los traficantes de drogas después de prender fuego a su auto como venganza por robar en la tienda de skate.
Allí, el dúo graba un vídeo de patinaje que impresiona a Stacy, quien les presta una camioneta y les sugiere que participen en el Tampa AM, un concurso de patinaje de la división amateur que se celebra anualmente en el Skatepark de Tampa, en Tampa, Florida. Al llegar, Eric es arrestado por insultar a un oficial de policía, y el protagonista hace favores al departamento de policía local para asegurar su fianza. Sin embargo, cuando llegan para el concurso, se revela que Eric solo había completado su propio formulario de solicitud y no el del protagonista, lo que obligó a un protagonista abatido a tratar de impresionar a los competidores en el concurso profesional para poder ingresar. Después de impresionar a Tony Hawk, el protagonista gana el evento Best Trick en Tampa AM y recibe ofertas de los principales patrocinadores del skate, para consternación de Eric. Luego, el protagonista se dirige a San Diego (California), para reunirse con Todd, el gerente del equipo, y realiza varias sesiones fotográficas para una revista. Después de una fiesta de celebración salvaje, se revela que Eric ha sido elegido por el mismo patrocinador. 
Luego, el equipo vuela a Hawái para filmar un video, y el protagonista apunta a lugares locales donde los patinadores no han filmado antes. Al encontrar un hotel alto, el protagonista sube al techo y recluta a Eric para filmar un video de trucos en lo alto. La policía llega para arrestarlos por allanamiento, pero el protagonista aprovecha la oportunidad para realizar un McTwist sobre el helicóptero y el toldo del adyacente Royal Hawaiian Hotel, lo que les permite a ellos y a un asombrado Eric evadir a la policía. Luego, el equipo viaja a Vancouver, Columbia Británica, Canadá. Después de hacer recados para los lugareños y terminar su parte del video del equipo, el protagonista asiste al estreno del video en Slam City Jam. Eric roba la idea y edita la parte del protagonista del vídeo, permitiendo que sólo Eric se convierta en profesional. Después de enfrentarse airadamente a Eric, el protagonista entra al concurso profesional de Eric y gana, convirtiéndose también en profesional. 
Después de diseñar su propia patineta profesional, el protagonista y Eric se embarcan en un viaje en equipo a Moscú, Rusia, donde se reconcilian. Eric se emborracha y se pasea en un tanque militar ruso. El protagonista salta e intenta detener el tanque pero, como no está familiarizado con los controles, no logra evitar que se estrelle contra un edificio gubernamental. Eric salta y huye, dejando al protagonista atrapado dentro, para ser arrestado por el ejército ruso. Eric luego miente y afirma que el protagonista robó el tanque, afirmando que, de hecho, trató de detenerlo. No dispuesto a pagar los 700 000 dólares en daños y perjuicios, Todd expulsa al protagonista del equipo, para deleite de Eric. La Embajada de Estados Unidos en Moscú rescata al protagonista, dejándolo solo para que haga favores a los lugareños para poder regresar a su casa en Nueva Jersey. 
Eric, que ahora es dueño de su propia empresa de patinaje, revela que había estado planeando traicionar al protagonista después de haber abandonado hace mucho tiempo la idea del soul skating («patinaje del alma», patinar por diversión en lugar de por riquezas); después de intentar sin éxito eximirlo del Tampa AM, Eric robó las imágenes del helicóptero por celos antes de finalmente lograr que el protagonista fuera expulsado del equipo de patinaje mintiendo de nuevo en Moscú. Decidido a contraatacar, el protagonista se une a Peralta y varios profesionales para crear un vídeo de soul skating, creando un nuevo truco en el proceso. Debido al éxito del vídeo, Eric desafía al protagonista a un último skate-off, con la cinta del helicóptero sin editar en juego. El protagonista gana el concurso de patinaje y se va con la cinta mientras Eric le grita.

### Final alternativo
Si la historia se ha completado más de una vez en dos dificultades diferentes, se produce un final alternativo, en el que el protagonista deja inconsciente a Eric y recupera la cinta en lugar de que tenga lugar el skate-off.

## Desarrollo

### Concepto
Las versiones de Underground para GameCube, PlayStation 2 y Xbox fueron desarrolladas por Neversoft, mientras que la versión para Game Boy Advance fue desarrollada por Vicarious Visions la versión móvil por Jamdat, y la versión para Windows fue creada por Beenox. Activision, que había adquirido Neversoft en 1999, publicó todas las versiones. Underground fue concebido como la quinta entrada en la serie Tony Hawk's Pro Skater bajo el título Tony Hawk's Pro Skater 5 (sin relación con el juego de 2015 Tony Hawk's Pro Skater 5), pero fue reelaborado.
Underground fue creado con un tema de individualidad: está protagonizado por un patinador amateur en un modo de historia real, mientras que cada juego anterior de Tony Hawk's había sido protagonizado por patinadores profesionales y carecía de una trama. Una de las razones para permitir únicamente al jugador utilizar un personaje personalizado fue que ciertos actos criminales completados en la trama no se reflejarían bien en los patinadores del mundo real. Los juegos anteriores de la serie también habían incluido funciones de creación de personajes, pero Neversoft amplió la personalización en Underground implementando el escaneo facial para la versión de PlayStation 2:  si el jugador enviaba por correo electrónico una fotografía de su cara a faces@thugonline.com, la compañía podía digitalizarla para usarla en el juego.  Respecto a las opciones de personalización, especialmente el editor de parques, el productor Stacey Drellishak dijo que Neversoft estaba «tratando de crear el juego más personalizable jamás creado». Los desarrolladores utilizaron la narración y la exploración para distanciar su producto del formato sin trama y basado en tareas de los juegos anteriores de Tony Hawk's, lo que llevó al presidente de Neversoft, Joel Jewett, a describir Underground como un juego de aventuras. 

### Diseño
Los niveles en las versiones de consola de Underground eran significativamente más grandes que los de los juegos anteriores de Tony Hawk. Neversoft amplió cada nivel hasta que dejó de funcionar correctamente y luego lo redujo ligeramente. La mayoría de los niveles fueron modelados siguiendo fielmente lugares del mundo real; los diseñadores viajaron a lugares representativos de cada ciudad y tomaron fotografías y videos como referencia. El nivel de Nueva Jersey era una réplica de un vecindario donde el artista del equipo Henry Ji había crecido como un joven patinador. Neversoft quería que el jugador se familiarizara rápidamente con la mecánica básica del juego y que notara inmediatamente las diferencias entre Underground y los juegos anteriores de Tony Hawk. Para lograr esto, introdujeron la capacidad de viajar a pie y la capacidad de escalar cornisas en las primeras misiones. Si bien Neversoft quería mantener Underground realista y relatable en su mayor parte, agregaron misiones secundarias de conducción como una diversión agradable y para ampliar los límites de la libertad en los juegos de skate, pero estas misiones no tenían la intención de restarle valor a la experiencia principal del skate.
Pro Skater 4, el predecesor de Underground en la serie Tony Hawk's, había recibido críticas por su dificultad: Neversoft no se había dado cuenta de que cada juego de la serie atraía a nuevos fanáticos que no estaban acostumbrados a las exigentes tareas. Como resultado, Neversoft agregó cuatro niveles de dificultad al modo historia de Underground, que van desde Too Easy hasta Sick. Neversoft quería que los jugadores desarrollaran habilidades para niveles de dificultad más altos en Too Easy mientras avanzaban en la historia. La compañía había incluido misiones extremadamente difíciles en cada juego anterior de Tony Hawk's; los métodos utilizados para crear estas misiones fueron la inspiración para el modo Sick de Underground. El desarrollo de la mecánica y la estructura básicas del juego comenzó rápidamente, pero a finales de agosto de 2003, sólo dos meses antes del lanzamiento estadounidense, el trabajo todavía estaba en progreso.
Si bien las escenas están animadas con gráficos 3D, el equipo grabó videos de acción en vivo para presentar los equipos de skate del mundo real, para que los jugadores pudieran comprender mejor a cada equipo antes de seleccionar uno para unirse. Neversoft entrevistó a patinadores profesionales sobre sus experiencias de darse a conocer en el mundo del skate y luego recopiló elementos de estas historias en el guion. Cada patinador que aparece en la trama ayudó a crear sus propias escenas y puso voz a su propio personaje.

### Promoción y lanzamiento
Underground se promocionó con una demostración jugable en el evento «GameRiot» de Microsoft celebrado en Lollapalooza en julio de 2003. Activision promocionó Underground con el «Tony Hawk's Face Off Mobile Tour», una serie de eventos en 29 ciudades en octubre. Los asistentes podían jugar al juego de forma anticipada y competir por entradas para el Boom Boom Huck Jam 2003, al que asistió el propio Tony Hawk. Activision, que patrocinó la competencia de deportes extremos Gravity Games de octubre, promocionó el juego en el evento y utilizó su motor de renderizado para modelar trucos realizados por los patinadores del mundo real. Las versiones para consola y Game Boy Advance se lanzaron el 28 de octubre en Estados Unidos, el 14 de noviembre en Europa, y mayo de 2004 en Japón. La versión teléfono móvil se lanzó mundialmente en enero de 2004. Esta versión fue distribuida en Estados Unidos a través del servicio de descarga de datos mMode de AT&T y también por Verizon Wireless. Underground tuvo un presupuesto de marketing de 8,6 millones de dólares.

## Recepción

### Respuesta crítica
Tony Hawk's Underground recibió «aclamación universal», según el agregador de reseñas Metacritic. Michael Knutson de GameZone escribió que Underground es «uno de los mejores juegos de patinaje que existen» y que jugadores de todos los niveles lo disfrutarían. Tom Bramwell, de Eurogamer, coincidió en que «como juego fácil de jugar, THUG es infinitamente gratificante» y lo calificó como la mejor entrega de la serie.
La historia fue bien recibida. Joe Rybicki, de la Official U.S. PlayStation Magazine, dijo que, como juego de deportes extremos, Underground tiene una historia real con «personajes honestos». Douglas Perry de IGN lo llamó «una kick, aunque de naturaleza relativamente liviana». Elogió especialmente el omnipresente sentido del humor en la narrativa y en la representación de los patinadores del mundo real. Knutson calificó la historia de «única» y dijo que combina bien con la jugabilidad. Ben Silverman de GameRevolution describió la trama como un cruce «tonto» entre las películas de los años 80 North Shore y Al filo del abismo, pero la elogió por dar contexto a los objetivos de nivel y mantener la distancia entre los desbloqueos de habilidades. Bramwell lo calificó de «trillado». Rybicki descubrió que la trama dañaba el valor de rejugabilidad y causaba que las misiones fueran demasiado simplistas. Por el contrario, Justin Leeper de Game Informer pensó que «sirve para hacer tolerables algunos de los objetivos menos entretenidos, porque hay una razón para hacerlos».
La estética en general fue bien recibida. Bramwell calificó los gráficos como «sin cambios y cada vez más anticuados» y criticó la presencia de «modelos de personajes nítidos y angulares, iluminación extrañamente irreal y pequeños momentos extraños en los que el jugador intenta darse la vuelta y termina chocando contra un bordillo». Mientras tanto, Knutson se mostró positivo respecto a los gráficos, el arte y la animación: los calificó de «casi impecables» y elogió el realismo que aportaron al género del skate inherentemente fantástico. Williams dijo que «los paisajes urbanos de THUG están increíblemente bien diseñados» y destacó la versión para GameCube de Underground como excepcionalmente bien representada. Rybicki calificó los niveles como «grandes y hermosos». Knutson elogió el gran tamaño de la banda sonora y el realismo de los efectos de sonido. Perry apreció los sonidos de las lesiones «hilarantemente dolorosos» y la extensa lista de canciones. Por el contrario, Craig Harris de IGN elogió los gráficos de la versión de Game Boy Advance, pero fue más mixto en cuanto a la banda sonora.
Los modos de juego alternativos fueron bien recibidos. Knutson elogió el alto grado de personalización y resumió que «todo está extendido cien veces: desde el modo crear un patinador hasta el modo crear un parque, es simplemente asombroso». Destacó el editor de niveles como uno de los más profundos que había visto jamás. Bryn Williams de GameSpy identificó el editor de niveles como una característica «extremadamente bien diseñada» que contribuyó a la «brillantez» general del producto completo. Leeper dijo que cada modo de personalización es «intuitivo y fácil de usar», y tanto él como Rybicki disfrutaron especialmente de la función de creación de trucos. Los críticos de la revista Famitsū elogiaron el modo historia, cuyo formato de mundo abierto compararon con la serie Grand Theft Auto. A Knutson y Perry les gustó el modo multijugador, particularmente el modo Firefight en línea. Williams pensó de manera similar y afirmó que «la decepción más notable» fue la falta de juego en línea para quienes no tenían una PlayStation 2. Harris consideró que la personalización del tablero de la versión de Game Boy Advance estaba mal implementada, aunque en profundidad. A pesar de sus elogios a los modos de personalización, Leeper admitió que su mayor disfrute seguía siendo «buscar grandes líneas» y superar sus propios puntajes.
Se criticaron los controles para caminar y conducir. Bramwell afirmó que estos modos se sentían «como si hubieran sido pegados con una vieja barra de pegamento tan adhesiva como el aceite para bebé». Knutson estuvo de acuerdo, aunque elogió la novedad de estas diversiones. Afirmó que «la serie Tony Hawk siempre ha tenido controles excepcionales» y que Underground, en general, no fue una excepción. Perry consideró que la función aumentaba el valor de repetición de los niveles. De manera similar, los críticos de Famitsū notaron que, si bien el ritmo rápido era extremadamente desafiante a veces, la alta dificultad proporciona una sensación de logro cuando los saltos y trucos se realizan correctamente. Williams encontró los controles de la versión de GameCube mediocres, aunque manejables. Damon Brown de GameSpot dijo que los controles restrictivos de la versión móvil (muchos trucos requieren pulsar tres botones) eran la única desventaja de esa versión.

### Ventas y reconocimientos
Underground ganó el premio al Mejor Juego de Deportes en los Game Critics Awards de 2003 organizados por la Electronic Entertainment Expo (E3). Los MTV Video Music Awards 2004 introdujeron una nueva categoría, Mejor banda sonora de videojuego, que ganó Underground. Durante la séptima edición anual de los Interactive Achievement Awards (hoy D.I.C.E. Awards) de la Academy of Interactive Arts & Sciences (AIAS), Underground recibió nominaciones para el Juego de deportes de acción de consola del año, Logro destacado en diseño de juegos y Logro destacado en banda sonora con licencia.
En Europa, la semana posterior al lanzamiento, las versiones para PlayStation 2, Xbox y GameCube fueron respectivamente el quinto, sexto y octavo juego más vendido para esas consolas. Permanecería ininterrumpidamente en el top veinte de cada semana hasta el 24 de enero de 2004, para Xbox y GameCube y el 21 de febrero para PlayStation 2, ambos inclusive. En diciembre de 2007, la versión para PlayStation 2 había vendido 2,11 millones de copias en los Estados Unidos. La versión de GameCube apareció en la lista de elección de los jugadores de Nintendo al vender 250 000 copias en los Estados Unidos. Su versión para PlayStation 2 también recibió un premio de ventas «Platino» de la Entertainment and Leisure Software Publishers Association (ELSPA), lo que indica ventas de al menos 300 000 copias en el Reino Unido.

## Secuela
Neversoft y Activision lanzaron una secuela, Underground 2, el 4 de octubre de 2004, para las consolas Windows, GameCube, PlayStation 2, Xbox, Game Boy Advance y PlayStation Portable. La trama continúa la de Underground y se centra en el personaje del jugador y su equipo saboteando a un equipo contrario. La jugabilidad, la estructura y el diseño de niveles son muy similares a los de Underground, pero Underground 2 presenta nuevos trucos y mecánicas de juego, como el giro de Natas, la capacidad de plantar pegatinas personalizadas en los niveles con el sticker slap, un modo «Focus» en cámara lenta y la capacidad de ganar puntos haciendo un berrinche después de caer. La trama se desarrolla en nuevos lugares, incluidos Boston, Nueva Orleans, Berlín y Barcelona.

## Lectura adicional
- Hester, Blake (30 de agosto de 2017). «From Busted Teeth to Broken TVs: The Oral History of Tony Hawk's Underground». USgamer. Archivado desde el original el 4 de septiembre de 2017. Consultado el 3 de septiembre de 2017.